# Stato (medioevo)

"Chierico, cavaliere, contadino": i tre stati in una miniatura tratta dal Ms. 2435 Sloane, f.85, British Library

Nel Medioevo e nel primo Rinascimento l'ordine sociale dell'Europa era caratterizzato dalla presenza dei cosiddetti stati o ordini (lat. status - ordo). Da un punto di vista sociologico essi corrispondevano - grosso modo - alla nozione di classe o ceto, come descritte da Karl Marx o Ralf Dahrendorf ma, a differenza delle classi sociali o dei ceti nella società attuale, avevano una sorta di soggettività giuridica e, attraverso i loro rappresentanti, partecipavano in quanto tali al processo politico, per esempio attraverso le diete (a differenza di quanto avviene oggi, dove questa partecipazione viene mediata attraverso i partiti politici).

## Gli stati nella società

### La tripartizione della società medioevale
Lo schema più primitivo prevedeva unicamente la divisione tra signore e vassallo. Ogni individuo, nella società medioevale poteva contemporaneamente essere signore e vassallo. Per esempio gli esponenti della piccola nobiltà erano signori rispetto ai propri servi e vassalli dei grandi nobili, i quali, a loro volta, si trovavano in condizione di vassallaggio rispetto al sovrano.
In Francia era caratteristica la ripartizione della società in tre stati dopo la presenza di re ed imperatore i quali rendevano solido lo stato
- Gli Stati:

- il primo stato comprendeva il clero (sia l'alto clero - vescovi - sia il basso clero - sacerdoti e diaconi);
- il secondo stato comprendeva i nobili, anche qui senza distinzione tra alta e bassa nobiltà;
- i restanti uomini liberi, fossero abitanti delle campagne (contadini) come delle città (borghesi e operai) formavano il terzo stato.

Tale suddivisione era comunque molto diffusa anche al di fuori della Francia.

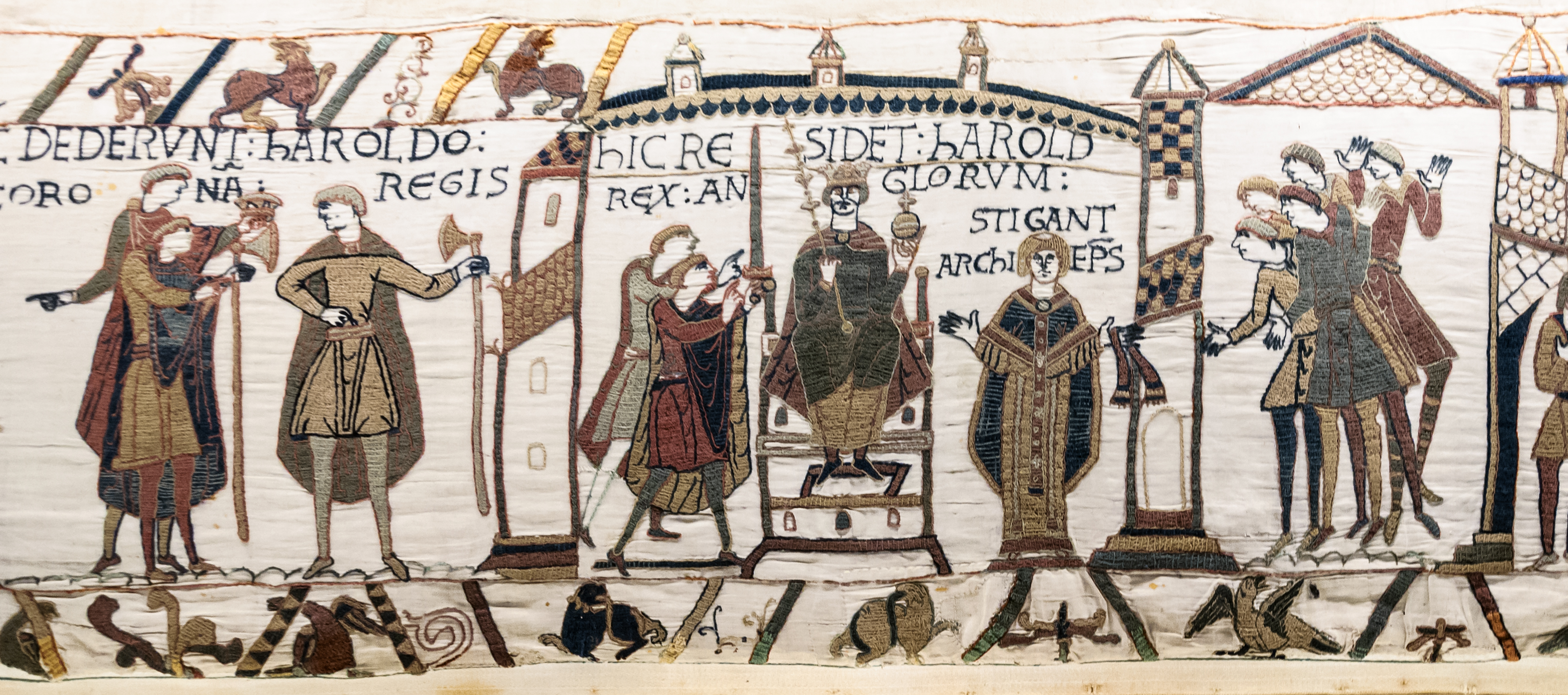
In questa immagine tratta dalle scene 29,30 e 31 dell'arazzo di Bayeux rappresentante l'incoronazione di Aroldo a re d'Inghilterra, è visibile la tripartizione della società. A sinistra vi è l'aristocrazia militare che rende omaggio ad Aroldo appena incoronato presentando la spada, emblema del proprio status; a destra l'Arcivescovo di Canterbury Stigand, con i paramenti sacri; all'esterno del palazzo, volti verso la sala del trono, cinque personaggi privi di connotati particolari, a rappresentare il resto della società.

In quasi tutti i paesi europei era normale che gli stati conoscessero un'ulteriore suddivisione al loro interno. La posizione del singolo dipendeva poi da diversi fattori: la professione e l'appartenenza ad una corporazione, la posizione all'interno della famiglia (p. es. capofamiglia), il ruolo all'interno della comunità (giudice, membro del consiglio, cittadino, semplice abitante).
Al vertice della piramide si trovavano i principi e il sovrano (re o imperatore) e, per il clero, i vescovi e il papa. Il terzo Stato comprendeva la gran parte della popolazione, che disponeva di pochissimi o nessun diritto.
Questo sistema era per l'uomo del Medioevo e del primo rinascimento un ordine stabilito da Dio, all'interno del quale ognuno aveva un proprio posto, immutabile. Per i nobili e il terzo Stato valeva il diritto di nascita. Di regola l'ascesa sociale non era prevista. Né ricchezza, né meriti potevano modificare l'appartenenza ad uno Stato. Per esempio un mercante poteva essere molto più ricco di un nobile. Il sistema medioevale era un sistema statico. Nella teoria medioevale ogni stato aveva un compito specifico: il clero provvedeva alla salvezza eterna, mentre la nobiltà aveva il compito di difendere popolo e clero dai nemici. Il compito del terzo Stato era di nutrire i primi due. Ogni componente della società doveva impegnarsi a condurre una vita consona allo Stato cui apparteneva: esistevano per esempio delle norme che stabilivano quali abiti potesse indossare un appartenente ad un determinato Stato, e quali erano vietati.

### Sviluppi a partire dal tardo Medioevo

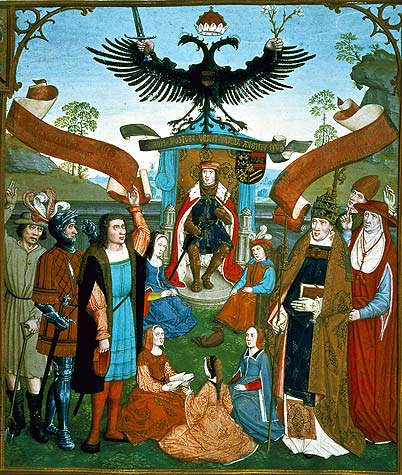
L'Imperatore al vertice degli ordini: gli stati rendono omaggio all'imperatore Massimiliano (dal Liber missarum di Margherita d'Austria, opera di Petrus Almaire del 1515 ca.).

Nella realtà, soprattutto dal basso Medioevo, questa articolazione della società non era affatto statica come la teoria prevedeva. Già agli inizi l'accesso al clero non era, ovviamente, stabilito per nascita, e ciò rappresentava un'importante eccezione. In qualche caso persino figli di contadini o artigiani divennero vescovi od abati, e molto raramente pontefici.
Successivamente, e in special modo a partire dal sec. XIV, presso i principi si diffuse la prassi di elevare allo Stato nobiliare persone originarie del terzo Stato che svolgevano un particolare ufficio.
Nel primo rinascimento era frequente anche la mobilità all'interno dei singoli stati, ottenendo, per esempio, il titolo di cittadino di una città. Anche l'istruzione rendeva possibile l'ascesa sociale: un giurisprudente, che fosse assunto da un comune come segretario, non di rado entrava a far parte dei membri del consiglio. E la mobilità sociale agiva anche in senso contrario: un nobile che non fosse stato in grado, per motivi finanziari, di adempiere ai doveri connessi al suo Stato (per esempio la fornitura di un certo numero di uomini in arme) era destinato a perdere il suo titolo.
Soprattutto l'estinzione delle famiglie nobiliari (che trasmettevano spesso il titolo solo per via maschile) era continua, e guerre civili o interstatali potevano accelerare il processo, conseguentemente si "liberavano" feudi, che, almeno in teoria, ritornavano nelle proprietà del sovrano (Re o Imperatore) che li aveva originariamente creati. Questo quindi poteva infeudarli ad altre persone. Oltre ai nobili già titolati (parenti del defunto o vicini al Re) tre categorie erano particolarmente avvantaggiate, i militari (la nobiltà era connessa all'esercizio delle armi, e i cavalieri appartenenti al terzo Stato praticavano un mestiere "nobiliare" per definizione), i funzionari pubblici e i membri non nobili della corte. Sopra queste categorie entravano con facilità nel secondo Stato le persone che prestavano denaro al sovrano, in cambio della riscossione del debito potevano ottenere un feudo e un titolo (a patto che fossero cristiani).
Le famiglie appartenenti alla nobiltà cambiavano quindi in buona parte nel corso dei secoli, e si formavano spesso gruppi di "nuovi" e "vecchi" nobili, in cui i "vecchi" nobili consideravano i "nuovi" degli intrusi.
Ancora differente era la situazione delle città libere dell'impero, dei cantoni sovrani svizzeri e dei comuni italiani, dove il secondo Stato si formò spesso a partire dalla borghesia, magari talvolta con la cooptazione di alcune famiglie feudali del contado.
In pratica le famiglie più ricche e potenti della borghesia, che rappresentavano spesso anche determinate corporazioni considerate meno "meccaniche" o "ignobili" di altre, si autonominavano alla guida della città formando un ceto chiuso e venivano iscritte in un libro nobiliare (spesso noto come "libro d'oro"), limitando l'accesso delle altre famiglie alla gestione dello Stato e della politica.
Tra le arti ignobili erano in genere incluse quelle che prevedevano lavoro manuale e quelle che avevano a che vedere con l'usura (ma la grande massa di denaro a disposizione degli usurai spesso vinceva questa resistenza), mentre la mercatura, soprattutto se internazionale e per via mare, era una delle arti che sviluppò per prima una visione di casta.

### L'interpretazione di Martin Lutero
La crescente differenziazione della società era all'origine della sempre maggiore complessità e permeabilità dell'ordinamento sociale del Medioevo. Lo schema originario, semplicemente, non prevedeva molti nuovi uffici e funzioni. Ciononostante la suddivisione in stati della società non venne mai messa in discussione fino al secolo XVIII. Anche la Chiesa vi si attenne testardamente per molto tempo. Quando Martin Lutero scrisse sulla libertà del cristiano, la limitava esclusivamente al rapporto tra l'individuo e Dio. Nella vita terrena, al contrario, ciascuno doveva accettare senza discussioni il posto che Dio gli aveva assegnato.
Tuttavia, nella dottrina di Lutero, si notano alcune differenze rispetto allo schema classico. La rigorosa separazione tra sfera spirituale e sfera mondana da lui introdotta (dottrina della sovranità delle sfere) risolveva l'antico problema su chi (papa o imperatore) avesse la preminenza, a favore dell'autorità laica. Inoltre Lutero e i suoi successori misero l'accento non più sui rapporti di subordinazione tra gli stati, ma all'interno degli stati: nella ecclesia i pastori guidavano la comunità religiosa, nella politica il sovrano governava i sudditi, e nella oeconomia (l'ambito famigliare) il capofamiglia reggeva moglie, figli e servi. In questo modo ogni uomo poteva far parte, contemporaneamente, di tutti e tre gli stati (considerando che tra i protestanti i pastori possono sposarsi). Nella visione protestante, quindi, i tre stati non si trovavano in rapporto di subordinazione tra di loro. In realtà i rapporti di potere non vennero messi in discussione, e il terzo Stato rimase, come prima, anche lo Stato dei sudditi.

## Stati e rappresentanza politica

### Carattere
A differenza dei sistemi democratici, nell'ordinamento giuridico medioevale la partecipazione al processo politico era riservata solo a chi aveva il privilegio di farlo. I rappresentanti non venivano eletti, ma partecipavano alle assemblee (diete locali) o per diritto di nascita (i nobili) o per l'ufficio ricoperto (i clerici). In queste assemblee i componenti non avevano un'esplicita funzione di rappresentanza, e piuttosto parlavano per sé stessi. Chi faceva parte di uno Stato ammesso alla dieta poteva parteciparvi personalmente. Si trattava in sostanza di un sistema dualistico, nel quale si confrontavano il principe territoriale e gli stati nel loro complesso.

### Struttura
La struttura e le competenze di queste rappresentanze erano differenti da regione a regione, e mutavano nel corso del tempo. Differenti erano gli stati che avevano diritto di rappresentanza nelle diete regionali. La nobiltà ne faceva parte quasi senza eccezione, spesso suddivisa tra signori (alta nobiltà) e cavalieri (bassa nobiltà). Anche l'alto clero era rappresentato, spesso come primo, sebbene i Signori tentassero talvolta di mettere in discussione questa preminenza. Non di rado le città avevano diritto di rappresentanza, in quanto Stato. Più raramente questo avveniva per i comuni rurali (per esempio le valli e i tribunali in Tirolo). Era molto difficile ottenere il diritto di partecipare a tali assemblee: per lo più erano gli stati stessi a stabilire quali fossero i requisiti per l'accesso di nuovi membri, e talora interveniva anche il principe. Ogni rappresentanza, all'interno delle diete regionali, formava una curia, mentre il principe non faceva parte di alcun stato.
Nelle diete regionali le votazioni avvenivano per curie, ovvero dapprima ci si accordava all'interno di ciascun stato (applicando, in genere, il principio di maggioranza), e quindi ogni stato esprimeva un voto. Le diete regionali, generalmente, deliberavano quando era stata raggiunta l'unanimità nei voti delle curie. Solo raramente venne applicato il principio di maggioranza. Queste assemble deliberavano soprattutto in materia di tasse e tributi.
Oltre alla partecipazione alle diete regionali, gli stati riuscirono anche a strappare al sovrano la concessione che alcuni uffici fossero ricoperti esclusivamente da un proprio membro. Questo valeva soprattutto nel campo dell'amministrazione finanziaria, prima che le monarchie assolute lo recuperassero alle competenze centrali.
Questa organizzazione del potere e della rappresentanza basata sugli stati ebbe il suo massimo fulgore e diffusione nei secoli tra il XV e il XVII.

### Particolarità regionali
Nei Paesi Bassi le assemblee degli stati riuscirono gradualmente porsi al vertice del potere, emarginando l'autorita dei principi e dell'imperatore. Qui gli stati si identificavano con le provincie del paese, mentre in Svizzera lo stesso avveniva con i cantoni. Clero e nobiltà non avevano rappresentanza in quanto stati.
Nella penisola iberica le assemblee degli stati venivano chiamate cortes.
| paese   | stati                            | annotazioni                                                   |
| Boemia  | Signori, Cavalieri, Città        | Dopo le guerre hussite il clero non esisteva più come stato.  |
| Moravia | Signori, Cavalieri, Città        | all'assemblea partecipava anche il vescovo di Olmütz          |
| Tirolo  | Clero, Nobiltà, Città, Contadini | I contadini erano rappresentati tramite i tribunali di valle. |